# Armel Bella-Kotchap
Armel Bella-Kotchap (Paris, 11 de dezembro de 2001) é um futebolista profissional alemão que joga como zagueiro no Southampton.[carece de fontes?]

## Carreira no clube

### VfL Bochum
Em julho de 2018, Bella-Kotchap se juntou ao acampamento de treinamento de verão 2018–19 da equipe profissional VfL Bochum. Em março de 2019, Bella-Kotchap assinou seu primeiro contrato profissional com o VfL Bochum. Ele fez sua estreia profissional pelo Bochum na 2. Bundesliga em 28 de abril de 2019, começando na partida fora de casa contra o Erzgebirge Aue.[carece de fontes?]

### Southampton
Em 21 de junho de 2022, Bella-Kotchap ingressou no Southampton em um contrato de quatro anos. Tendo se estabelecido como titular regular como zagueiro,  Bella-Kotchap deslocou o ombro em uma colisão durante o empate 1-1 com o West Ham United em 16 de outubro. Como resultado, esperava-se que ele ficasse fora de ação por várias semanas.
Foi convocado com a seleção sub-18 da Alemanha, fazendo sua estreia em 15 de novembro de 2018 em um amistoso contra o Chipre, que terminou com uma vitória por 1–0.[carece de fontes?]
Em 15 de setembro de 2022, Bella-Kotchap foi incluído na seleção alemã pela primeira vez. Ele fez sua estreia como substituto tardio em 26 de setembro, em um empate 3-3 com a Inglaterra .

## Vida pessoal
Nasceu em Paris, França, e é filho do ex-jogador camaronês Cyrille Florent Bella.

## Títulos
Bochum
- 2. Bundesliga: 2020–21[carece de fontes?]

PSV
- Eredivisie: 2023–24[carece de fontes?]